# HD 3443
HD 3443，又名CD-25 225，SAO 166418、HR 159，是一颗恒星，视星等为5.57，位于銀經68.68，銀緯-86.03，其B1900.0坐标为赤經0h 32m 12.5s，赤緯-25° -86.03′ 3″。